# Ceuthophilus cacogeus
Ceuthophilus cacogeus is een rechtvleugelig insect uit de familie grottensprinkhanen (Rhaphidophoridae). De wetenschappelijke naam van deze soort is voor het eerst geldig gepubliceerd in 1951 door Strohecker.